# Crustulina ambigua
Crustulina ambigua là một loài nhện trong họ Theridiidae.
Loài này thuộc chi Crustulina. Crustulina ambigua được Eugène Simon miêu tả năm 1889.